# We Ended Right
«We Ended Right» (с англ. — «Мы закончили правильно») — второй сингл американской певицы Дебби Райан, записанный ею с участием рэпера Чада Хайвли и Чейза Райана. Был выпущен лейблом «Ryan River Studio» 3 июля 2011 года.
В написании и продюсировании композиции также принял участие американский музыкант Марк Гриллиот.

## Производство и релиз
В интервью подразделению AOL JSYK, Райан прокомментировала подготовку сингла: «Это идеальная песня для выходных 4 июля, и мы надеемся, что она всем понравится!». 6 июля 2011 года певица сообщила в своём Twitter, что она оформила обложку сингла. По её словам, концепт обложки в виде железнодородных путей заключается в том, чтобы двигаться дальше и что жизнь никогда не останавливается только на одной железнодорожной станции.
Премьера сингла на радио AOL состоялась 1 июля 2011 года и встретила хороший приём от критиков. 3 июля состоялся официальный релиз композиции в США, Канаде, Великобритании и Австралии. 22 февраля 2012 года «We Ended Right» вышла на VEVO.
В том же году композиция вошла в саундтрек оригинального фильма канала «Disney Channel» «Бунтарка», в котором Дебби Райан исполнила главную роль.

## Композиция
Композиция сочетает в себе элементы альтернативного хип-хопа, баллады, поп-рэпа и R&B, со включением барабанов и клавишных. В лирическом плане, песня посвящена проблеме несчастной любви, разрыва с близким человеком и преодолению прошлого. По словам Райан из интервью для JSYK: «Мне нравится история, которую рассказывает эта песня, смесь разных флюидов и жанров, и в ней есть благоприятный для радио баланс». Также изначально предполагалось, что в песне не будет женского вокала: «Никто из нас не планировал, что я буду здесь петь. Ребята были в студии и писали песню, но им требовался свежий взгляд на припев... Пока я помогала с переписыванием, мы все заметили, как естественно наши голоса сливались воедино в этой песне. К тому времени, как мы закончили — все мы поняли, что я должна буду спеть вместе с ними. Это веселый, непринужденный летний джем».

## Критика
«We Ended Right» получила в целом положительные отзывы критиков. «Disney Dreaming» в своей рецензии отметило: «Нам действительно нравится эта песня, и мы не можем дождаться, когда Дебби выпустит альбом с большим количеством подобной музыки!». Мэтт Колл из AllMusic оценил песню на 3 балла из 5. Лили Тран из Lovely Ish была впечатлена композицией и заметила, что многие люди обычно недолюбливают артистов из «Disney Channel», но на этот раз у них «другая реакция» и прокомментировала: «Я могу быть предвзятой, но мне нравится эта песня. Она очень отличается от попсы, которую обычно исполняют звезды Disney Channel». Она также отметила схожесть темы песни с альбомом Хилари Дафф «Dignity».
The Fanlala также дала положительные оценки композиции: «Нам нравится новая песня!» и «Мы думаем, что это хит!». Такого же мнения придерживается и The Sillykhan: «Помните, что вы можете скачать песню из iTunes. Это хорошо. Запишите её на свой айпод. Это хорошая песня, и она вам понравится». Контесса Гейлз из AOL сравнила Райан с другими молодыми исполнительницами «Disney Channel», назвав её «следующей Майли Сайрус». Надин Чунг из Cambio отметила: «Хотя у звезды Disney не было планов принимать непосредственного участия в записи песни, она так хорошо поработала с дуэтом, что это было естественно».
В свою очередь, Кристин Махер из Pop Crush подвергла исполнительницу и её песню критике: «Вокал Райан далёк от впечатляющего, поскольку она поет “woah, oh” в регистре, которого явно не может достичь. Её голос также звучит очень гнусаво в обработанном цифровым способом припеве». Также, по её мнению, композиция сбивает слушателей с толку, поскольку в песне говорится о «правильном завершении», но исполнители кажутся грустными и полными сожаления. В заключение критик комментирует: «Ритм также не дотягивает, как и мелодия в целом, напоминая дрянную песню конца 90-х, тоскующей по любви с добавлением немного синтезатора для пущей убедительности. В целом, мне не очень нравится эта мелодия. Может быть, в следующий раз, Дебб!».

## Чарты
За первую неделю после релиза «We Ended Right» смогла подняться до 147-й позиции южнокорейского чарта GAON.
| Чарт (2011)                                 | Высшая позиция |
| ------------------------------------------- | -------------- |
| Республика Корея (Gaon International Chart) | 147            |